# Haiweeïta
La haiweeïta, també coneguda com a ranquilita, és un mineral rar d'urani del grup dels nesosilicats, descobert l'any 1959 a Haiwee Reservoir, al Districte Coso (New Coso), muntanyes Coso (Coso Range), Comtat d'Inyo, Califòrnia, Estats Units, al que deu el seu nom. Va ser descrita per Thomas Chester McBurney i Joseph Murdoch.

## Propietats
La haiweeïta ocorre com esferulites, agregats de cristalls fibrosos radials i aciculars, cobrint la superfície d'altres minerals, com a òpal, albita o altres minerals primaris constituents de granits.
Químicament és un nesosilicat hidratat d'uranil i calci, de fórmula química Ca(UO₂)₂(Si₅O₁₂)(OH)₂(H₂O)₆·2H₂O, que cristal·litza en el sistema monoclínic. La seva composició química és:
- UO₃ = 53,03%
- SiO₂ = 33,42%
- CaO = 5,20%
- H₂O = 8,35%

El seu alt contingut en urani (més del 47%) la fa altament radioactiva. Una esfera d'1 gram de haiweeïta pura emet 85,162 Bq.

## Gènesi, paragènesis i ocurrència
És un mineral de gènesi secundària, que s'origina a la zona d'oxidació dels jaciments d'urani. Apareix associada a altres minerals d'urani com autunita, meta-autunita, uranofana, uranofana-β, fosfuranilita, torbernita, meta-torbernita, chernikovita i òpal uranífer.
Es troba allotjada en superfícies de fractura de granit en forma d'agregats esferulítics a Haiwee Reservoir, associada a Uranofana en riolites de l'eocè a la mina Margaritas #1 de Chihuahua, (Mèxic), i al costat de turmalina en pegmatites granítiques a Perus, São Paulo, Brasil, entre altres localitats.

## Galeria

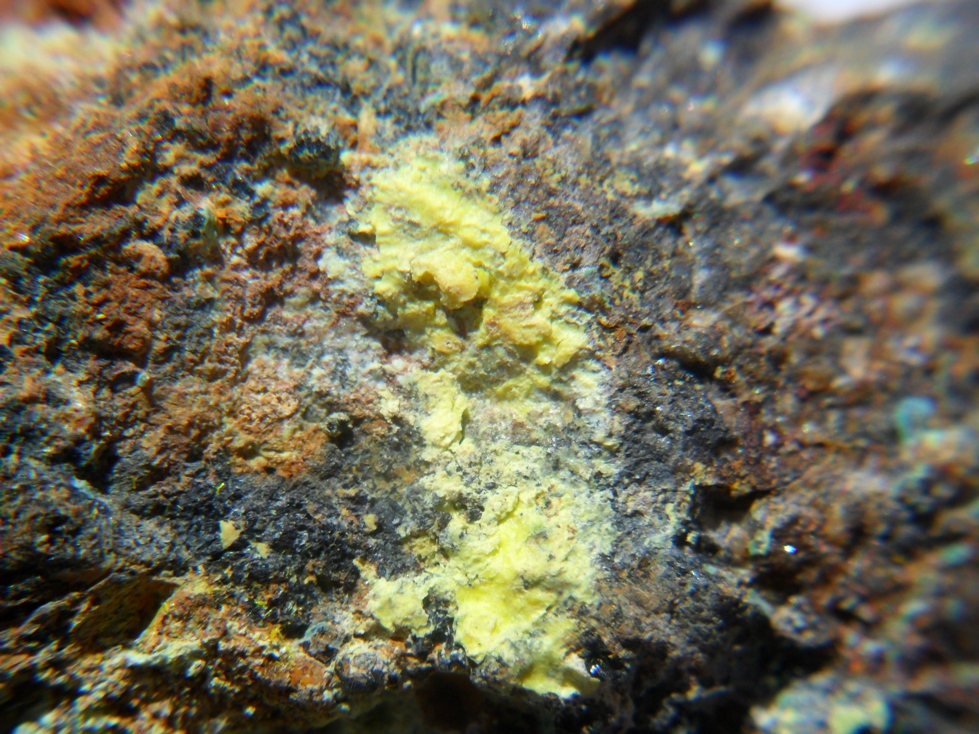
Agregat massiu de Haiweeïta.
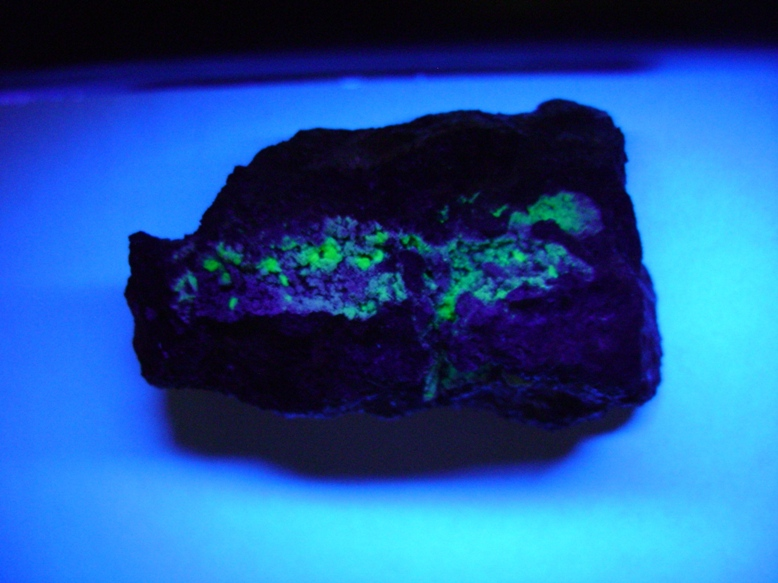
Haiweeïta sota llum ultraviolada.